# She Came to Give It to You
"She Came to Give It to You" là một bài hát của ca sĩ Usher hợp tác với nữ rapper Nicki Minaj. Bài hát được phát hành ngày 8 tháng 7 năm 2014.